# Mohamed Farouk (plongeon)
Pour les articles homonymes, voir Mohamed Farouk.
Mohamed Ahmed Farouk (né le 13 décembre 2002) est un plongeur égyptien. 

## Carrière
Aux Championnats du monde de natation 2023 à Fukuoka, Mohamed Farouk termine 39e au tremplin à 1 mètre, 61e au tremplin à 3 mètres et 9e au tremplin synchronisé à 3 mètres avec Maha Amer.
Aux Championnats d'Afrique de plongeon 2023 à Durban, il remporte la médaille d'or en tremplin à 3 mètres, en tremplin synchronisé à 3 mètres avec Ramez Diaa Sabry et en tremplin synchronisé mixte à 3 mètres avec Maha Amer et obtient une place de quota pour les Jeux olympiques de 2024 à Paris.